# Драфт НХЛ 2007
Драфт НХЛ 2007 відбувся 22 і 23 червня в Колумбусі (США). У перший день пройшов перший раунд відбору, а наступного — всі інші. Першим номером драфту 2007 року був обраний американець Патрік Кейн. Всього було проведено сім раундів драфту, в котрих команди НХЛ закріпили свої права на спортивну діяльність 211 хокеїстів.

## Перший раунд
| Загальне місце | Хокеїст             | Позиція              | Команда НХЛ            |
| -------------- | ------------------- | -------------------- | ---------------------- |
| 1              | Патрік Кейн         | правий нападник      | «Чикаго Блекгокс»      |
| 2              | Джеймс ван Рімсдайк | лівий нападник       | «Філадельфія Флайєрс»  |
| 6              | Сем Ганьє           | центральний нападник | «Едмонтон Ойлерс»      |
| 7              | Якуб Ворачек        | правий нападник      | «Колумбус Блю-Джекетс» |
| 9              | Логан Кутюр         | центральний нападник | «Сан-Хосе Шаркс»       |
| 10             | Кітон Еллербі       | захисник             | «Флорида Пантерс»      |
| 12             | Раєн Мак-Донаф      | захисник             | «Монреаль Канадієнс»   |
| 14             | Кевін Шаттенкірк    | захисник             | «Колорадо Аваланш»     |
| 17             | Олексій Черепанов   | лівий нападник       | «Нью-Йорк Рейнджерс»   |
| 18             | Іан Коул            | захисник             | «Сент-Луїс Блюз»       |
| 21             | Райлі Неш           | центральний нападник | «Едмонтон Ойлерс»      |
| 22             | Макс Пачіоретті     | лівий нападник       | «Монреаль Канадієнс»   |
| 24             | Мікаель Баклунд     | центральний нападник | «Калгарі Флеймс»       |

## Наступні раунди
| Загальне місце | Хокеїст           | Позиція              | Команда НХЛ            |
| -------------- | ----------------- | -------------------- | ---------------------- |
| 39             | Сімон Гьялмарссон | крайній нападник     | «Сент-Луїс Блюз»       |
| 43             | Пі Кей Суббан     | захисник             | «Монреаль Канадієнс»   |
| 44             | Аарон Палушай     | крайній нападник     | «Сент-Луїс Блюз»       |
| 56             | Акім Аліу         | крайній нападник     | «Чикаго Блекгокс»      |
| 60             | Руслан Башкіров   | лівий нападник       | «Оттава Сенаторс»      |
| 61             | Вейн Сіммондс     | правий нападник      | «Лос-Анджелес Кінгс»   |
| 64             | Сергій Коростін   | нападник             | «Даллас Старс»         |
| 71             | Євген Дадонов     | правий нападник      | «Флорида Пантерс»      |
| 73             | Яннік Вебер       | захисник             | «Монреаль Канадієнс»   |
| 75             | Лука Кунті        | крайній нападник     | «Тампа-Бей Лайтнінг»   |
| 79             | Нік Палм'єрі      | крайній нападник     | «Нью-Джерсі Девілс»    |
| 93             | Стівен Кампфер    | захисник             | «Анагайм Дакс»         |
| 97             | Лінус Умарк       | лівий нападник       | «Едмонтон Ойлерс»      |
| 99             | Метт Фреттін      | лівий нападник       | «Лос-Анджелес Кінгс»   |
| 109            | Двайт Кінг        | крайній нападник     | «Торонто Мейпл-Ліфс»   |
| 111            | Лука Капуті       | крайній нападник     | «Піттсбург Пінгвінс»   |
| 115            | Ніклас Лусеніус   | центральний нападник | «Атланта Трешерс»      |
| 127            | Мілан Китнар      | центральний нападник | «Едмонтон Ойлерс»      |
| 129            | Джеймі Бенн       | лівий нападник       | «Даллас Старс»         |
| 134            | Юрай Мікуш        | захисник             | «Торонто Мейпл-Ліфс»   |
| 136            | Ондржей Роман     | нападник             | «Даллас Старс»         |
| 140            | Коді Алмонд       | нападник             | «Міннесота Вайлд»      |
| 146            | Ілля Каблуков     | центральний нападник | «Ванкувер Канакс»      |
| 158            | Аллен Йорк        | воротар              | «Колумбус Блю-Джекетс» |
| 165            | Патрік Закріссон  | нападник             | «Сан-Хосе Шаркс»       |
| 168            | Карл Гагелін      | нападник             | «Нью-Йорк Рейнджерс»   |
| 172            | Люк Ґаздич        | крайній нападник     | «Даллас Старс»         |
| 174            | Роберт Дітріх     | захисник             | «Нашвілл Предаторс»    |
| 193            | Давід Скокан      | центральний нападник | «Нью-Йорк Рейнджерс»   |
| 194            | Карл Гуннарссон   | захисник             | «Торонто Мейпл-Ліфс»   |
| 202            | Сергій Гайдученко | воротар              | «Флорида Пантерс»      |
| 205            | Пол Постма        | захисник             | «Атланта Трешерс»      |
| 207            | Фрейзер Макларен  | нападник             | «Сан-Хосе Шаркс»       |